# Bazylika św. Ambrożego w Mediolanie
Bazylika św. Ambrożego w Mediolanie (wł. Basilica di Sant'Ambrogio) — jeden z najstarszych kościołów w Mediolanie.

## Historia
Wzniesiona między 379 a 386 r. z woli biskupa Mediolanu, św. Ambrożego, została zbudowana w dzielnicy, w której byli pochowani chrześcijanie zamordowani w czasie prześladowań rzymskich. Dlatego właśnie została zadedykowana męczennikom i była nazywana Basilica Martyrium. Sam św. Ambroży chciał umieścić w niej relikwie świętych Gerwazego i Protazego. Został w niej też pochowany, a wiele lat później, między IX a XI wiekiem, bazylika zmieniła swą nazwę na obecną.
W 784 roku zostało tu założone opactwo benedyktyńskie przez arcybiskup Mediolanu Piotra.
W IX w. bazylika na polecenie biskupa Angiolberta (824–860) została rozbudowana o nowy chór i kryptę. Pod nim odbywały się obrzędy liturgiczne. W tym samym okresie niecka absydy została ozdobiona wielką, istniejącą do dziś mozaiką Odkupiciel na tronie między męczennikami Protazym i Gerwazym z archaniołami Michałem i Gabrielem, uzupełnioną dwoma epizodami z życia św. Ambrożego.
Do cyborium z epoki paleochrześcijańskiej zostały dodane dwa ozdobne szczyty z tympanonem ze stiukami z X w., które jeszcze dziś są dobrze zachowane. Pod cyborium został umieszczony Ołtarz Świętego Ambrożego, arcydzieło złotnictwa epoki karolińskiej, w złocie, zdobiony srebrem, kamieniami szlachetnymi i emalią. Jest to znak obecności relikwii świętych, które są umieszczone pod ołtarzem i widoczne przez okienko znajdujące się z tyłu.
Bazylika przybrała ostateczny wygląd w latach 1088–1099, kiedy to na polecenia biskupa Anzelma została przebudowana według kanonów architektury romańskiej. Podtrzymany został plan trójnawowy (bez transeptu) z trzema absydami.

## Architektura

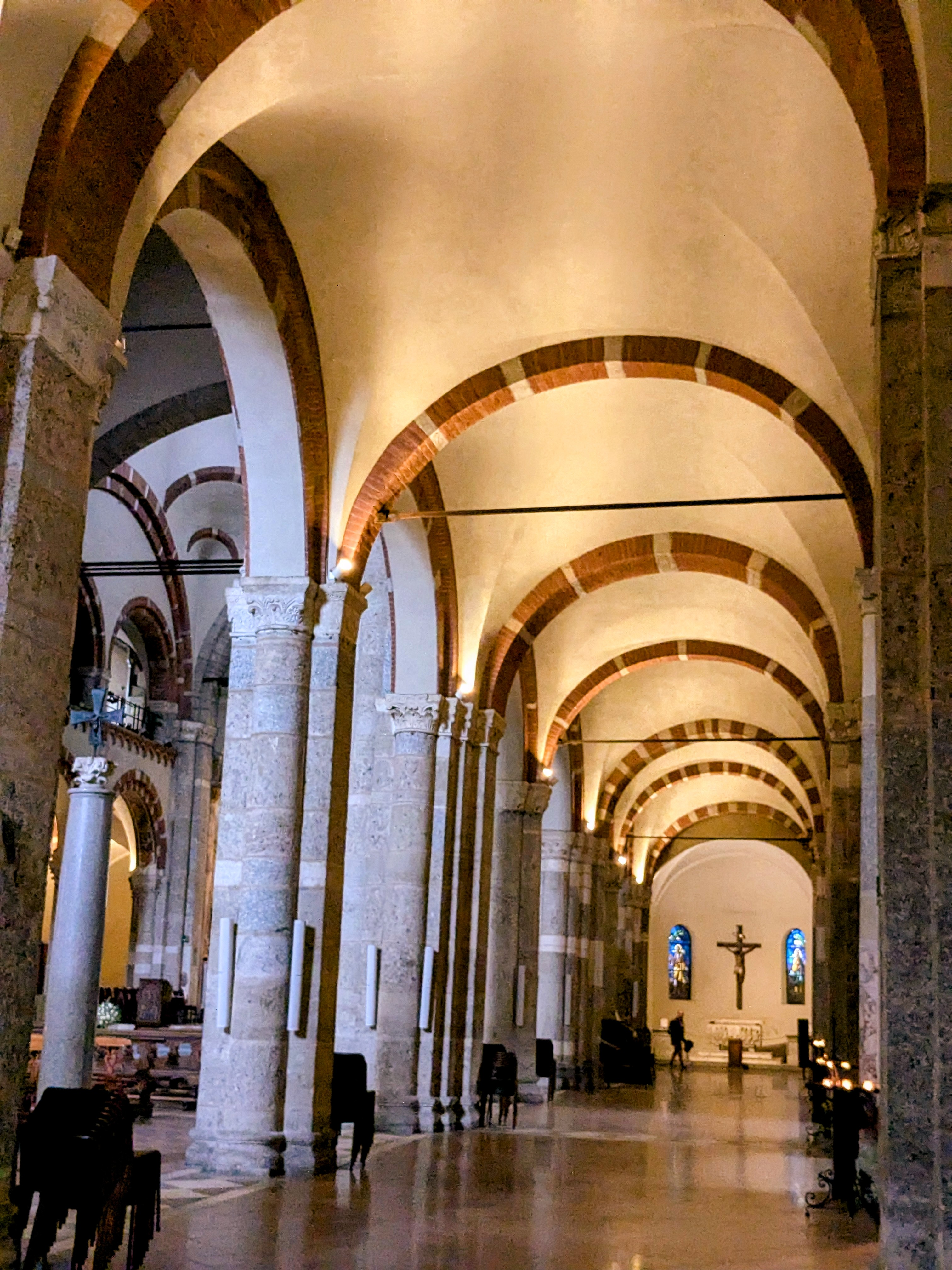
Wnętrze – nawa

Materiał, z jakiego bazylika została zbudowana stanowiły pierwotnie różnokolorowe cegły, kamień i biały tynk. Był to budulec ubogi miejscowego pochodzenia. Służył on również do wznoszenia budynków w okolicznych miejscowościach. Brak wykorzystania cennych materiałów wschodnich należy przypisać duchowi czasu, w którym ludzie nie postrzegają już materii jako przeciwieństwa ducha, ale raczej jako wyraz ludzkiej pracy. W porównaniu do wersji pierwotnej, obecna bazylika zbudowana jest na identycznym planie: trzy nawy z absydami poprzedzone czworokątnym dziedzińcem, otoczonym krużgankami. Fasada jest niska i zwarta.
Wnętrze zostało zaprojektowane według najbardziej rozwiniętych wówczas technik. Znajdziemy tam sklepienie krzyżowo-żebrowe z łukami, które zbiegają się w specjalnie do tego przeznaczonej strukturze nośnej.
Czworokątny dziedziniec z krużgankami, stojący przed bazyliką, miał swego czasu za zadanie gromadzić katechumenów. Jednakże od XI w. większość wiernych przyjmowała chrzest w dzieciństwie, więc dziedziniec stracił swoją pierwotną rolę i zaczął służyć jako miejsce dyskusji i spotkań o charakterze religijnym lub świeckim.
Bazylika posiada dwie dzwonnice. Prawa, zwana dzwonnicą mnichów, pochodzi z VIII w. i ma wygląd surowy, charakterystyczny dla wież obronnych. Lewa natomiast, zwana dzwonnicą kanoników, jest w stylu lombardzkim z 1128 roku. Prawdopodobnie projektował ją ten sam architekt, który projektował przebudowę bazyliki, ponieważ dzwonnica odzwierciedla te same pomysły architektoniczne, co portyki dziedzińca. Dwa najwyższe piętra zostały dobudowane w 1889 r.
Bazylika stanowi dziś samotny wzór romańskiego stylu lombardzkiego, ponieważ inne budowle tego typu (katedry w Pawii, Novarze czy Vercelli) uległy zniszczeniu lub radykalnej przebudowie. Była ona wzorem dla późniejszego rozwoju architektury romańskiej na terenach, gdzie zaznaczył się wpływ lombardzki. Ciekawy jest wystrój artystyczny bazyliki, w którym łączą się elementy pre-romańskie z elementami oryginalnymi, takimi jak motywy roślinne czy zwierzęce. Chociaż związany z tradycją bazyliki z IV w., na bazie której został pobudowany, obecny kościół jest wyrazem intensywnej odnowy architektonicznej, szczególnie w kwestii oświetlenia i przestrzeni.

## Legendy i tradycje

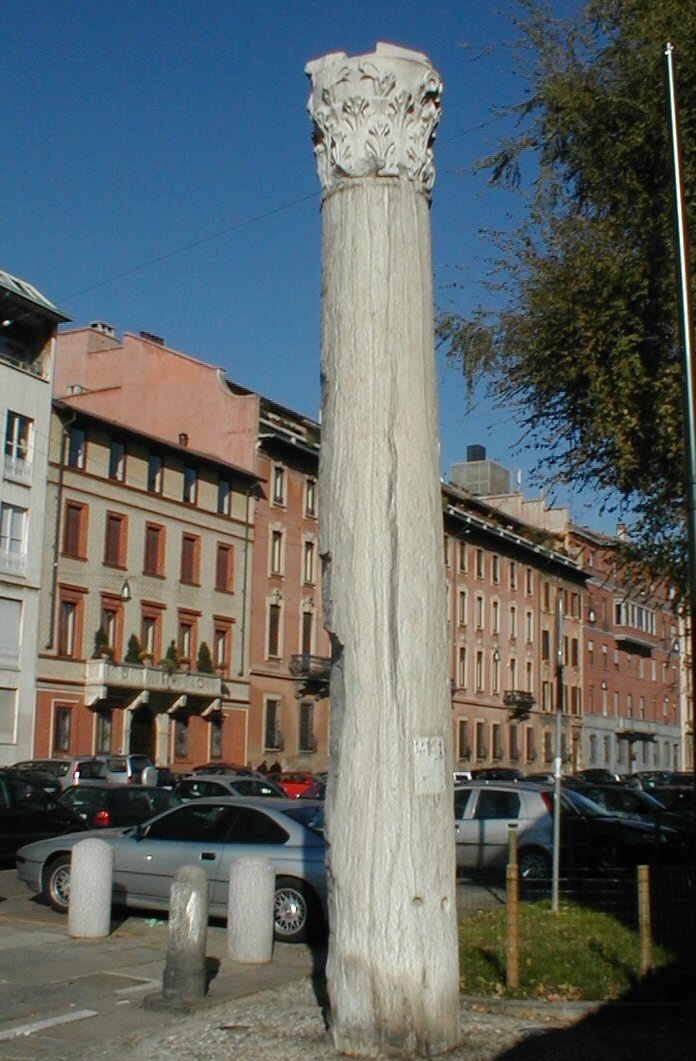
„Diabelska kolumna”

### „Diabelska kolumna”
Na placu, po lewej stronie bazyliki, na zewnątrz ogrodzenia, znajduje się kolumna powszechnie nazywana „diabelską kolumną”. Została ona wzniesiona w epoce rzymskiej. Kolumna ta posiada dwa otwory, przedmiot legendy, według której była ona świadkiem walki św. Ambrożego z diabłem. Zły duch chcąc przebić świętego rogami, zrobił nimi dziury w kolumnie. Po długich wysiłkach udało mu się uwolnić i zbiec. Tradycja ludowa mówi, że z otworów wydobywa się zapach siarki i że przykładając ucho do kolumny, można usłyszeć głosy piekielne.

### Wąż Mojżesza

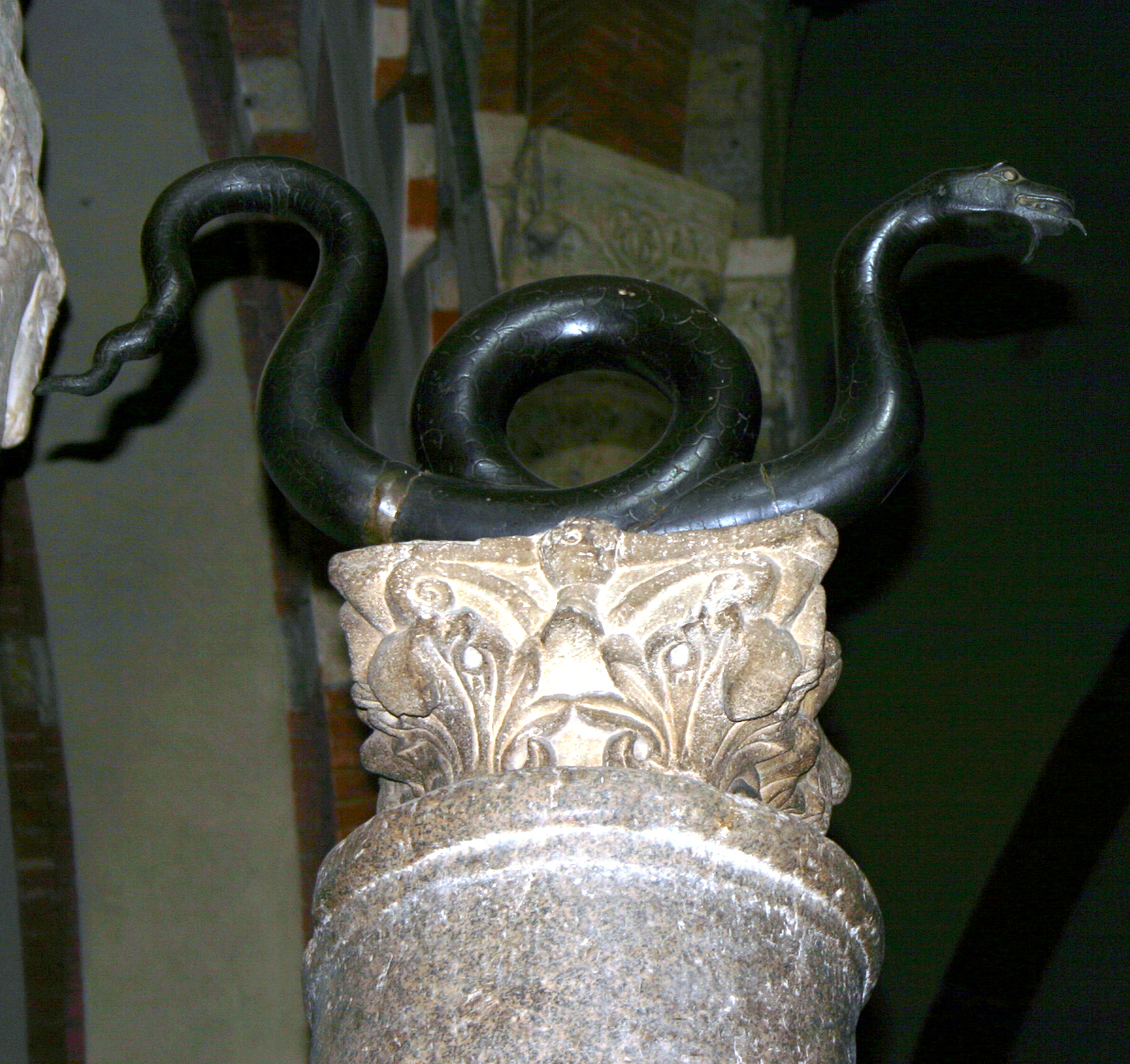
Wąż z brązu

Na granitowej, wczesnorzymskiej kolumnie, wewnątrz bazyliki, znajduje się Wąż Mojżesza, który uciekł przed gniewem króla Ezechiasza. Jest to rzeźba w brązie podarowana przez cesarza Bazylego II w 1007 r. Dawniej wierzono, że jest to oryginalny wąż sporządzony przez Mojżesza. Według starożytnej legendy ma on przepełznąć w Dzień Sądu do Doliny Jozafata.